# Carl Lund (präst)
Carl Lund, född 1710, död 13 juli 1755 i Gällivare socken, var en svensk präst.

## Biografi
Lund var son till fänriken vid Jämtlands regemente Carl Lund och Anna Norman. Han blev student vid Kungliga Akademien i Åbo 1732 och arbetade i tre år som informator för barnen till kyrkoherde Gran i Överkalix församling. Han prästvigdes 1741, blev pastorsadjunkt i Överkalix samma år, skolmästare i Jokkmokk 1744 och utnämndes till kyrkoherde i Gällivare församling 1750. Under sina fem år som kyrkoherde var han ständigt sjuklig och avled 45 år gammal 1755.

### Familj
Lund var sedan 1741 gift med Brita Gran. Sonen Nathanael blev klockare i Piteå landsförsamling och dottern Sara åtalades för barnamord och gick i landsflykt i Norge.